# Душан Марковић (фудбалер, 1906)
Душан Марковић (Крчедин, 9. март 1906 — Нови Сад, 29. новембар 1974) био је југословенски и српски фудбалер.

## Биографија
Играо је на позицији нападача. Највећи део каријере провео је бранећи боје СК Војводине (1921-1935), играо је у Београду за БСК, а једно време и у Француској за Гренобл.
Био је члан југословенске делегације која је учествовала на првом Светском првенству 1930. у Уругвају, али није играо на првенству. Једину утакмицу за репрезентацију одиграо је 9. октобра 1932. против Чехословачке (1:2) у Прагу, на којој је у другом полувремену заменио славног Благоја „Мошу” Марјановића.
Био је кратко тренер у Мароку (1967-1968), а умро је изненада у 68 години, након операције простате.

## Наступи за репрезентацију Југославије
| #  | Датум            | Место | Противник    | Резултат | Гол | Такмичење            |
| -- | ---------------- | ----- | ------------ | -------- | --- | -------------------- |
| 1. | 9. октобар 1932. | Праг  | Чехословачка | 1:2      | 0   | Пријатељска утакмица |